# Convivium (rivista)
Convivium è stato un periodico italiano fondato a Milano nel 1929 da Carlo Calcaterra, Pietro Ubaldi e Luigi Stefanini e pubblicato fino al 1969.

## Storia

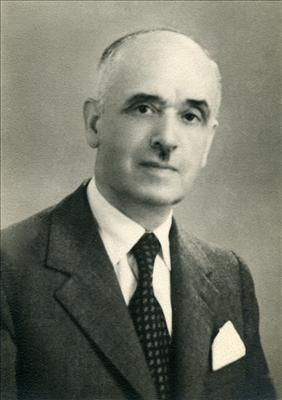
Carlo Calcaterra, primo direttore di Convivium

Edito dalla casa editrice Pàtron, il periodico, recante il sottotitolo Rivista bimestrale di lettere, filosofia e storia, fu diretto inizialmente da Carlo Calcaterra (condirettore Sisto Colombo fino al 1938). Nel 1952, con la morte di Calcaterra, la direzione fu assunta dal latinista Giovanni Battista Pighi.
Nel lungo periodo in cui fu direttore, Calcaterra, critico letterario e docente di letteratura italiana all'Università cattolica di Milano e a Bologna, pubblicò sulla rivista vari articoli su Francesco Petrarca e sulla vita artistica e letteraria dei secoli XVII e XVIII. Pietro Ubaldi scrisse sulle antiche letterature classiche.
Tra i collaboratori di Convivium, oltre a quelli citati, si possono citare i nomi del grecista e studioso di filologia bizantina Raffaele Cantarella, del critico letterario Francesco Flora e del latinista Onorato Tescari.
A causa della Seconda guerra mondiale, le pubblicazioni furono interrotte nel 1944.
Nel dopoguerra il quindicinale riprese ad uscire nel 1946. Le pubblicazioni cessarono definitivamente nel 1969.

## Condirettori fino al 1944
- Carlo Calcaterra (1929-1938), Paolo Ubaldi (1929-1934) e Luigi Stefanini (1929)

Carlo Mazzantini (dal terzo numero in sostituzione di Luigi Stefanini)
Sisto Colombo (1934-1938)
- Germano Zandonella (1938-1944)